# شهرستان شنچی
شهرستان شنچی (به لاتین: Shenchi County) یک شهرستان‌های جمهوری خلق چین در چین است که در شینجو واقع شده‌است.